# Tetracarbonil de níquel
El tetracarbonil de níquel és un compost organometàl·lic amb la fórmula Ni(CO)₄. És un líquid volàtil que es descompon fàcilment en Ni i CO. La seva toxicitat és elevada i s'absorbeix per via respiratòria i cutània. S'elimina parcialment per via urinària en forma de Ni inorgànic.
És un producte intermedi en el procés Mond de purificació del níquel.

## Síntesi

### Història
El Ni(CO)₄ va ser sintetitzat la primera vegada l'any 1890 per Ludwig Mond per la reacció directa de níquel metàl·lic amb monòxid de carboni.
Aquest treball pioner va donar lloc a la creació de diferents compostos metall-carbonil com ara els de manganès, vanadi, ferro o cobalt.

### Procés Mond
A 323K (50 °C), el monòxid de carboni es fa passar per sobre de Níquel impur. A una temperatura moderada, Ni(CO)₄ es descompon donant CO i Ni metàl·lic. Aquestes dues reaccions formen la base del procés Mond per a la purificació del Níquel.

## Toxicitat
Una concentració atmosfèrica de 30 ppm és perillosa per l'home.
La intoxicació per Ni(CO)₄ es manifesta inicialment amb cefalees, nàusees i vòmits. Aquests símptomes desapareixen entre les 12 i les 24 hores després de d'haver finalitzat l'exposició.
De 12 a 36 hores després apareixen els símptomes de pneumònia química i l'edema de pulmó.
En els casos fatals la mort es dona entre els 5 i 15 dies. En les autòpsies es revela que els òrgans principals afectats són els pulmons i el cervell.
El Tetracarbonil Níquel ja no es considera un agent cancerigen, no obstant altera la síntesi de RNA (àcid ribonucleic).

## Perillositat

### Perill físic
El vapor és més dens que l'aire i pot estendre's arran de terra; possible ignició en punt distant.

### Perill químic
Pot explotar per escalfament intens a 60 °C. La substància pot incendiar-se espontàniament en contacte amb l'aire. La substància descompon en presència d'àcids donant vapors tòxics de monòxid de carboni.